# Laravel
Laravel は、MVCのWebアプリケーション開発用の自由かつオープンソースのPHPで書かれたWebアプリケーションフレームワークである。様々なコミュニティのコンポーネントを使用しており、特にSymfonyは9つのコンポートを利用するなど重要な基盤となっている。LaravelはMITライセンスの下でリリースされており、そのソースコードはGitHubにホスティングされている。マイクロソフトの.NETの開発に関わっていたTaylor Otwell が開発し、Taylorを中心としたコミュニティーが活発な開発を続けている。
2023年12月現在、GitHubでのスター獲得数がPHP, Ruby, Python等のバックエンド系プログラミング言語のフレームワーク中で最も多いなど、人気のフレームワークの1つとなっている
。
2025年2月24日、Laravel News において、バージョン12がリリースされたことが発表された。
今後も約12ヶ月毎にバージョンアップを行い、Symfonyのリリースの2ヶ月後を目途にLaravelのリリースも行われる予定となっている。

## 特徴
主要なWebアプリケーションフレームワークの中では後発のフレームワークであるLaravelのバージョン1は2011年6月にリリースされた。バージョン1のリリース後、バージョン2（2011年11月）バージョン3（2012年2月）と早いペースでリリースされた後、バージョン4(2013年5月)ではコードがゼロベースから書き直され、当時スタンダードになりつつあったパッケージ管理システムのComposerを採用し、PHPの歴史のあるフレームワークであるSymfonyのコンポーネントを利用するなど、抜本的な変更が行われた。
2015年2月にリリースされたバージョン5.0はもともとバージョン4.3としてリリースが予定されていたところ、変更点が大きいということでメジャーバージョンアップ扱いになった経緯がある。
コミュニティーの活発な活動を背景に、1年に1度以上のメジャーバージョンアップがあり、またマイナーバージョンアップでも繰り返し機能追加等が行われている。セキュリティフィックスの期限も比較的短期間であるために、Laravelで作られたWebアプリケーションは常に最新のバージョンに対応していく必要がある。
バージョン5.5やバージョン6はLTS(Long Term Support)となっており、これらはセキュリティフィックスの期限が3年間となっていたため、LTSのバージョンを利用するユーザは他のバージョンから比較して多かった。しかし、当初LTSの予定だったバージョン9はLTSではなくなり、またバージョン10もLTSではなかったため、利用するユーザはEOLまでに今後リリースされる新しいバージョンへ対応していく必要がある。
LaravelはフルスタックのWebアプリケーションフレームワークであり、ルーティング、リエクスト処理、ビュー、クエリビルダー、ORM(オブジェクト関係マッピング)、DI(依存性の注入)、認証等のユーザ管理、ユニットテスト、ブラウザテスト等、現代的なフレームワークが要求される一通りの機能を実装している。またコンソールからArtisanコマンド（Ruby on Railsのrailsコマンドに相当）を利用することにより、コントローラやビューの雛形の作成、データベーススキーマの作成等、一通りの作業を行うことができる。また、ユーザのオリジナルのArtisanコマンドを作成したり、コントローラ等の通常のコード内からArtisanコマンドを呼び出すといったこともできる。

## バージョン
| バージョン | リリース時期 | サポート | 必要PHPバージョン |
| ---------- | ------------ | -------- | ----------------- |
| 1          | 2011年6月    |          |                   |
| 2          | 2011年11月   |          |                   |
| 3          | 2012年2月    |          |                   |
| 4.0        | 2013年5月    |          | 5.3以上           |
| 4.1        | 2013年12月   |          | 5.3以上           |
| 4.2        | 2014年6月    |          | 5.4以上           |
| 5.0        | 2015年2月    |          | 5.4以上           |
| 5.1        | 2015年9月    | LTS      | 5.5.9以上         |
| 5.2        | 2015年12月   |          | 5.5.9以上         |
| 5.3        | 2016年8月    |          | 5.6.4以上         |
| 5.4        | 2017年1月    |          | 5.6.4以上         |
| 5.5        | 2017年8月    | LTS      | 7.0以上           |
| 5.6        | 2018年2月    |          | 7.1.3以上         |
| 5.7        | 2018年9月    |          | 7.1.3以上         |
| 5.8        | 2019年2月    |          | 7.1.3以上         |
| 6          | 2019年9月    | LTS      | 7.2以上           |
| 7          | 2020年3月    |          | 7.2.5以上         |
| 8          | 2020年9月    |          | 7.3以上           |
| 9          | 2022年2月    |          | 8以上             |
| 10         | 2023年2月    |          | 8.1以上           |
| 11         | 2024年3月    |          | 8.2以上           |
| 12         | 2025年2月    |          | 8.2以上           |

- LTS(Long Term Support) のリリースはバグフィックスが2年間、セキュリティフィックスは3年間
- LTSではない通常のリリースはバグフィックスが18ヵ月、セキュリティフィックスは2年間[41]
- バージョン6より、セマンティックバージョニング[42]を採用したため、バージョンナンバーのインクリメントはバージョン5系の時代と大きく異なる。

| バージョン                   | Laravel 1            | Laravel 2            | Laravel 3          | Laravel 4          |
| ---------------------------- | -------------------- | -------------------- | ------------------ | ------------------ |
| 認証(Auth)                   | ○                    | ○                    | ○                  | ○                  |
| キャッシュ                   | ○                    | ○                    | ○                  | ○                  |
| Eloquent                     | ○                    | ○                    | ○                  | ○                  |
| MySQL                        | ○                    | ○                    | ○                  | ○                  |
| PostgreSQL                   | ○                    | ○                    | ○                  | ○                  |
| SQLite                       | ○                    | ○                    | ○                  | ○                  |
| SQLServer                    | -                    | -                    | ○                  | ○                  |
| マイグレーション             | -                    | -                    | ○                  | ○                  |
| IoCコンテナ                  | -                    | ○                    | ○                  | ○                  |
| Config                       | ○                    | ○                    | ○                  | ○                  |
| Formヘルパー                 | ○                    | ○                    | ○                  | ○                  |
| HTMLヘルパー                 | ○                    | ○                    | ○                  | ○                  |
| URLヘルパー                  | ○                    | ○                    | ○                  | ○                  |
| ルーティング                 | ○                    | ○                    | ○                  | ○                  |
| コントローラー               | -                    | ○                    | ○                  | ○                  |
| モデル                       | ○                    | ○                    | ○                  | ○                  |
| ビュー                       | ○                    | ○                    | ○                  | ○                  |
| モデル間のリレーションシップ | -                    | ○                    | ○                  | ○                  |
| リダイレクト                 | ○                    | ○                    | ○                  | ○                  |
| レスポンス                   | ○                    | ○                    | ○                  | ○                  |
| String(文字列)ヘルプ関数     | ○                    | ○                    | ○                  | ○                  |
| バリデーション               | -                    | ○                    | ○                  | ○                  |
| ユニットテスト               | -                    | -                    | ○                  | ○                  |
| Bladeテンプレートエンジン    | -                    | -                    | ○                  | ○                  |
| DB Seeding                   | -                    | -                    | -                  | ○                  |
| キュー                       | -                    | -                    | -                  | ○                  |
| メール                       | -                    | -                    | -                  | ○                  |
| ファサード(Facade)           | -                    | -                    | -                  | ○                  |
| コマンドライン(CLI)          | -                    | -                    | ○                  | ○                  |
| 拡張性                       | モジュールライブラリ | モジュールライブラリ | バンドルライブラリ | Composerパッケージ |

| Laravel 4                      | Laravel 5                                                     |
| ------------------------------ | ------------------------------------------------------------- |
| app/commands                   | app/Console                                                   |
| app/config                     | config                                                        |
| app/controllers                | app/Http/Controllers                                          |
| app/database                   | database                                                      |
| app/lang                       | resources/lang                                                |
| app/models                     | app                                                           |
| app/start                      | 無し                                                          |
| app/storage                    | storage                                                       |
| app/tests                      | tests                                                         |
| app/views                      | resources/views                                               |
| app/filters.php                | 廃止(app/Providers/FilterServiceProviderに定義)               |
| app/routes.php                 | app/Http/routes.php(5.2以降はapp/routes/api.phpに定義)        |
| app/database/production.sqlite | storage/database.sqlite(ファイルはないので自分で作る必要あり) |

## 他のWebアプリケーションフレームワークとの比較と動向
- バックエンドのフレームワークにおいて、PHPのLaravel、PythonのDjango、RubyのRuby on Railsが3大バックエンドフレームワークと見なされることもある[45]。
- Stack Overflowの質問数でも他のPHPのWebアプリケーションフレームワークがシェアを落とす中、Laravelはシェアを上げており、事実上のPHPのWebアプリケーションフレームワークのデファクトスタンダードと言える状態になっている。[46]
- Laravelはベンチマークにおいて他の主要なPHPのWebアプリケーションフレームワークと比較した際、時間あたりのリクエストの処理数は少なく、メモリ使用量は多めである傾向がある[47][48][49][50]。

## カンファレンス
Laraconは Laravelのコンベンション(カンファレンス)のことである。様々なスポンサーの追加支援を受けたUserScapeによって大規模にオーガナイズ化されて開かれている。
| 日付             | 会場                                                               |
| ---------------- | ------------------------------------------------------------------ |
| 2013年2月22–23日 | ワシントンD.C.                                                     |
| 2013年8月30–31日 | アムステルダム                                                     |
| 2014年5月15–16日 | ニューヨーク                                                       |
| 2014年8月28–30日 | アムステルダム                                                     |
| 2015年8月11–12日 | ケンタッキー州ルイビル                                             |
| 2015年8月25–26日 | アムステルダム                                                     |
| 2016年7月27–29日 | ケンタッキー州ルイビル                                             |
| 2016年8月23–24日 | アムステルダム                                                     |
| 2017年3月8日     | オンライン                                                         |
| 2017年7月25–26日 | ニューヨーク                                                       |
| 2017年8月28–30日 | アムステルダム                                                     |
| 2018年2月7日     | オンライン                                                         |
| 2018年7月25-26日 | シカゴ                                                             |
| 2019年3月6日     | オンライン                                                         |
| 2019年7月24-25日 | ニューヨーク（PLAYSTATION THEATER タイムズスクエア）               |
| 2020年2月26日    | オンライン                                                         |
| 2020年3月21日    | 東京(2020年2月21日、新型コロナウイルス感染症(COVID-19)により中止） |
| 2020年8月26日    | オンライン                                                         |
| 2021年3月17日    | オンライン                                                         |
| 2021年9月1日     | オンライン                                                         |
| 2022年2月9日     | オンライン                                                         |
| 2023年7月19-20日 | ナッシュビル                                                       |
| 2024年2月5-6日   | アムステルダム                                                     |

## ライセンス
LaravelはMITライセンスの下にライセンスされているオープンソースのソフトウェアである。すなわち、Laravelを誰でも自由・無制限に扱って良い。ただし、著作権表示および本許諾表示をLaravelのすべての複製または重要な部分に記載しなければならない。作者または著作権者は、ソフトウェアに関して一切の責任を負わない。

## 名前の由来
Laravelの名前は『ナルニア国物語』に登場するナルニア国の王都、ケア・パラベルにちなむ。

## 関連するフレームワーク
Laravelを軽量化したマイクロフレームワークとして、Lumenがある。